# Akşehir (district)
Akşehir is een Turks district in de provincie Konya en telt 99.831 inwoners (2007). Het district heeft een oppervlakte van 815,8 km². Hoofdplaats is Akşehir.
De bevolkingsontwikkeling van het district is weergegeven in onderstaande tabel.
| 1997   | 2000    | 2007   |
| ------ | ------- | ------ |
| 97.339 | 114.918 | 99.831 |